# Propositura dei Santi Giusto e Clemente
La propositura dei Santi Giusto e Clemente si trova a Castelnuovo Berardenga, in provincia di Siena.

## Storia e descrizione
La neoclassica chiesa fu progettata da Agostino Fantastici ed eretta nel 1843-1846 su commissione del conte Alessandro Lucarini Saracini.
A croce greca con abside, è preceduta da un pronao composto da quattro colonne con capitelli ionici sorreggenti il frontone.
All'interno, coperto a volte, una Madonna col Bambino e angeli, scomparto centrale di un polittico di Giovanni di Paolo (1426); alla sua sinistra è un Riposo nella fuga in Egitto, copia da Correggio forse di mano di Francesco Nasini. Si conservano anche la Madonna col Bambino di Andrea di Niccolò (dalla pieve di Pàcina), una Sacra famiglia con santa Caterina da Siena attribuita ad Arcangelo Salimbeni, e due copie seicentesche della Deposizione di Alessandro Casolani e della Crocifissione di Ventura Salimbeni.